# Dim Mak
Dim Mak (populært kendt som Death Touch) er et angreb på pressure points (ofte kaldet atemi i japansk kampsport og Chi Na i kinesisk). De områder af kroppen, man udfører angrebet på, svarer til dem, som akupunktur og andre kinesiske healingsformer er koncentreret omkring.
Tilhængere af Dim Mak siger, at udøverne er i stand til at forvolde betydelig skade på et individ ved at forstyrre eller helt stagnere dets "energi flow" (chi), som kan medføre alvorlige kvæstelser eller død.

## Polemik
Dim Mak er en teknik, hvis gyldighed ofte er betvivlet. Udøveren George Dillman er beskyldt for at være en bedrager, og hans opvisninger af teknikken er af mange anset for at være skuespil.
Teknikken er i sin tanke og handling temmelig enkel, men knap så let at udføre. Ved at placere et præcis slag mod brystkassen, er ideen at sætte "The Power Of The Punch" ( kraften af slaget ) ind til hjertet og der med enten, at få det til at stå stille eller komme ud af dens rytme. ( hjerteflimmer ) eller slå brystbenet (også kendt som solo-plex) ind i hjertet, som derved vil slå personen ihjel.   Der er ikke lavet et videnskabelig forsøg på at finde ud af hvem der kan eller ikke kan udføre sådan et slag, eller om det er muligt. Dog forsøgte en lille gruppe interesserede studenter, at invitere 5 vidt forskellige Martial art Experter i 1995 (kampsporteksperter) til, at udføre forsøget på en dukke. Forsøget viste at 2 ud af de 5, sandsynligvis kunne  udføre sådan et slag, da deres  slag  var kraftig nok til at udføre "the killing blow "